# Zelogramma
Zelogramma is een geslacht van vliesvleugeligen uit de familie Trichogrammatidae. De wetenschappelijke naam van dit geslacht is voor het eerst geldig gepubliceerd in 1989 door Noyes & Valentine.

## Soorten
Het geslacht Zelogramma is monotypisch en omvat slechts de volgende soort:
- Zelogramma maculatum Noyes & Valentine, 1989